# An Interrupted Wedding
An Interrupted Wedding è un cortometraggio del 1912 diretto da George Melford. Prodotto dalla Kalem Company e interpretato da Carlyle Blackwell e Alice Joyce, il film uscì nelle sale il 29 gennaio 1912.

## Trama
Nell e Frank si fidanzano con l'approvazione dei genitore di lei. Ma qualche giorno dopo, in paese arriva Will Sharp, il proprietario del ranch vicino al loro. Il padre di Nell, per risolvere dei problemi finanziari, accetta l'aiuto finanziario di Sharp. Questi comincia a fare la corte a Nell, suscitando ovviamente la gelosia del suo fidanzato. Nel frattempo, la madre di Nell cade malata e la famiglia non ha neanche i soldi per curarla. Suo padre, allora, spinge Nell ad accettare la proposta di matrimonio di Sharp e chiede a Frank di lasciare libera la figlia. Frank si fa da parte, sacrificando il suo amore. Passa il tempo e le nozze tra Sharp e Nell sono imminenti. Frank, che è diventato sceriffo, riceve un giorno un avviso di ricerca per un criminale e lui vi riconosce Sharp. Corre allora al ranch, e vi giunge giusto in tempo per interrompere il matrimonio che si sta celebrando, arrestando il ricercato.

## Produzione
Prodotto dalla Kalem Company nel 1912.

## Distribuzione
Il film - un cortometraggio in una bobina - uscì nelle sale il 29 gennaio 1912, distribuito dalla General Film Company.